# Horacio Guzmán
Gregorio Horacio Guzmán (16 de febrero de 1913 — 11 de agosto de 1992) fue un político y abogado argentino, que ocupó el cargo de Gobernador de la Provincia de Jujuy de 1958 a 1962, y más tarde, de 1963 a 1964.

## Biografía
Gregorio Horacio Guzmán nació en la ciudad de San Salvador de Jujuy, siendo hijo de Margarita Ocampo y Stanislaus Flavio Guzmán, en 1913. Se alistó en la Universidad Nacional de Córdoba, donde obtuvo su juris doctor en 1939. Militó dentro de la Unión Cívica Radical (UCR) centrista, durante "fraude patriótico" del gobierno de la Concordancia, como miembro de la sección juvenil del partido, y en 1940, fue elegido diputado provincial en Jujuy. Horacio Guzmán fue elegido gobernador el 23 de febrero de 1958, asumiendo el 1 de mayo y desempeñándose en el cargo hasta seis días antes del vencimiento del mandato constitucional, 24 de abril de 1962, fecha en la que el gobierno de Frondizi fue depuesto por un golpe militar. El 12 de octubre de 1963 el Colegio Electoral lo designó nuevamente como gobernador de la provincia, cargo en el que estuvo hasta el 21 de agosto de l964, cuando en razón de los fuertes conflictos sociales y políticos, Jujuy fue intervenido por el Gobierno Nacional, a cargo entonces de Arturo Illia.En unas elecciones provinciales controvertidas, fue electo vicegobernador por la UCRI, acompañando al gobernador Horacio Guzmán. Se desempeñó en el cargo entre 1963 y 1964, cuando el gobierno nacional de Arturo Umberto Illia intervino la provincia tras un intento de juicio político contra Guzmán y Jáuregui en la legislatura provincial.
Tras el golpe de Estado que instauró la dictadura autodenominada Revolución Libertadora que derrocó a Juan Domingo Perón, Guzmán fue nombrado Director del Fondo de Seguridad Social de la Provincia, y se convirtió en el líder de la UCR jujueña. 
Fue titular de la UCR local, cargo al que renunció a partir de la Convención Nacional en Tucumán en 1957, ya que se incorporó a la Unión Cívica Radical Intransigente, acompañando a Arturo Frondizi. Próximo a finalizar el mandato, se convocó a elecciones generales en la provincia para el 25 de febrero de 1962, que fueron postergadas hasta el 18 de marzo. Pese a ello el gobierno nacional intervino en todas las provincias, no pudiendo finalizar su mandato. Su designación se dio en medio de diversas intervenciones provinciales a nivel nacional, que habían generado una crisis política, que abarcó la provincia
Dio apoyo a los ingenios Ledesma (uno de los más importantes en la Argentina) realizar la modernización de sus instalaciones. recibió comendador de la Orden de San Gregorio Magno por nombramiento del papa Juan XXIII.  En cuanto a la salud, no había en la provincia suficientes hospitales ni médicos, y especialmente en la Puna, eran muchos los niños que morían antes de cumplir dos años. Las carencias en materia de educación dieron como resultado un alto número de analfabetos.
Las políticas nacionales prevalecieron, sin embargo, el 29 de marzo de 1962, Guzmán fue destituido del cargo tras el golpe de Estado contra el presidente Frondizi. Regresó al cargo tras ser electo nuevamente en las elecciones de julio de 1963; cuyo segundo período estuvo marcado por disputas políticas. Fueron intervenidas todas las provincias y se anularon los comicios realizados en el país desde enero. El 12 de octubre de 1963 asumieron el presidente y el vicepresidente de la Nación, Arturo Umberto Illia y Carlos H. Perette. En esta provincia, la legislatura no recibió el juramento de los gobernantes.- La mayoría de los Diputados pertenecientes al "Partido Blanco de los Trabajadores", resolvió declarar la nulidad de la elección de Gobernador y Vicegobernador efectuada por la Junta de electores en su reunión de los días 26 y 29 de agosto y designó Gobernador interino al Vicepresidente primero Mario Juan Carlos D'Amico.y finalmente el presidente Arturo Illia en agosto de 1964 removió a Guzmán del cargo. Guzmán subsecuentemente fundó el Movimiento Popular Jujeño (MPJ), y no ocuparía aquel cargo sino hasta 1982, cuando, durante la última dictadura militar autodenominada Proceso de Reorganización Nacional, el presidente de facto General Leopoldo Galtieri lo nombró gobernador.
Renunció en octubre de ese año, y fue elegido Diputado nacional en 1985. Renunció en 1987, y posteriormente sería electo Intendente de San Salvador de Jujuy.entre 1981 y 1982, cuando Rafael Jáuregui y Horacio Guzmán fueron nombrados interventores federales durante el Proceso de Reorganización Nacional
Horacio Guzmán murió el 11 de agosto de 1992. Su hija, la abogada María Cristina Guzmán, estuvo dentro del Congreso Nacional por el MPJ de 1983 a 1999, y su nieta, Mónica Arancio, fue elegida senadora nacional por Jujuy, siendo así la primera mujer senadora jujeña, en 2001.